# Daniele Cavazzani
Daniele Cavazzani (Roma, 4 dicembre 1992) è un triplista italiano, che ha rappresentato l'Italia agli Europei indoor di Belgrado 2017.

## Biografia
Fin da piccolo nel mondo dell’atletica e tesserato a partire dal 2002 quando aveva 10 anni (categoria Esordienti).
A livello nazionale, dopo essere stato assente ad entrambi i campionati italiani cadetti nel biennio di categoria 2006-2007 ed anche al primo anno nella categoria allievi 2008, l’anno successivo lo vede vincere la sua prima medaglia ai campionati nazionali giovanili: bronzo nel triplo agli italiani under 18 di Grosseto.
Nel 2010 è finalista ad entrambi i campionati italiani juniores, concludendo quinto nel triplo (indoor) e dodicesimo nel lungo (outdoor).
Durante il 2011 tre prime volte per lui: vince il suo primo titolo italiano giovanile nel salto triplo agli italiani juniores indoor di Ancona; esordisce ai campionati italiani assoluti, nella versione al coperto, terminando nono nella finale del triplo; il 23 luglio esordisce con la maglia della rappresentativa nazionale di categoria in Estonia, dove non supera la fase di qualificazione alla finale degli Europei juniores di Tallinn.
Il 2012 lo vede partecipare ai campionati italiani indoor congiunti assoluti e promesse, dove termina come non classificato a causa di tre salti nulli; invece ai nazionali universitari finisce in quinta posizione.
Nel 2013 diventa campione italiano promesse nel triplo ed invece risulta assente agli assoluti di Milano. 
Il 13 luglio non riesce ad andare oltre le qualificazioni agli Europei under 23 di Tampere (Finlandia).
Ricco di soddisfazioni nazionali ed internazionali per lui il 2014: argento agli italiani promesse indoor, quinto agli assoluti al coperto, oro sia ai nazionali universitari che agli italiani under 23 e poi diventa vicecampione italiano assoluto del salto triplo. 
Il 15 giugno vince ad Aubagne in Francia la medaglia d'argento ai Mediterranei under 23.
Nel 2015 vince la medaglia di bronzo agli assoluti indoor e termina invece sesto agli assoluti di Torino.
2016, dopo essere giunto quarto agli italiani indoor, il 26 giugno a Rieti diventa per la prima volta in carriera campione italiano assoluto: vince con la misura di 16,46 metri, realizzata all’ultimo turno di salti, restando 5 centimetri davanti a Daniele Greco che era rimasto in testa sin dal secondo turno di salti.
Il confronto fra i due si ripete il 19 febbraio del 2017 in occasione dei campionati italiani assoluti indoor: Cavazzani si conferma campione assoluto, questa volta al coperto, restando 8 centimetri (16,49 m contro 16,41 m) davanti a Greco.
Il 3 marzo alla Kombank Arena di Belgrado (Serbia) ha esordito con la Nazionale seniores: ha partecipato infatti alla qualificazione del salto triplo negli Europei indoor, non riuscendo però ad accedere alla finale (chiudendo come secondo degli esclusi).
Con la misura di 16,52 metri è il terzo miglior triplista italiano under 23 all'aperto di sempre, dietro Fabrizio Donato (16,73 m) ed il capolista di categoria Daniele Greco (17,20 m).
Viene allenato da Sergio Baldini.

## Progressione

### Salto triplo
| Stagione | Misura  | Luogo    | Data      | Rank. Mond. |
| -------- | ------- | -------- | --------- | ----------- |
| 2016     | 16,46 m | Rieti    | 26-6-2016 | -           |
| 2015     | 16,29 m | Roma     | 23-5-2015 | -           |
| 2014     | 16,52 m | Rovereto | 20-7-2014 | -           |
| 2013     | 15,98 m | Roma     | 22-7-2013 | -           |
| 2012     | 15,39 m | Rieti    | 19-5-2012 | -           |
| 2011     | 15,68 m | Rieti    | 14-5-2011 | -           |
| 2010     | 13,74 m | Rieti    | 11-9-2010 | -           |
| 2009     | 14,52 m | Roma     | 19-9-2009 | -           |
| 2008     | 12,47 m | Roma     | 15-6-2008 | -           |
| 2007     | 10,89 m | Roma     | 14-4-2007 | -           |
| 2006     | 9,76 m  | Roma     | 30-5-2006 | -           |

### Salto triplo indoor
| Stagione | Misura  | Luogo  | Data      | Rank. Mond. |
| -------- | ------- | ------ | --------- | ----------- |
| 2017     | 16,49 m | Ancona | 19-2-2017 | -           |
| 2016     | 16,23 m | Ancona | 5-3-2016  | -           |
| 2015     | 16,19 m | Ancona | 17-1-2015 | -           |
| 2014     | 16,01 m | Ancona | 22-2-2014 | -           |
| 2013     | 15,52 m | Roma   | 12-1-2013 | -           |
| 2012     | 14,89 m | Rieti  | 21-1-2012 | -           |
| 2011     | 15,23 m | Ancona | 12-2-2011 | -           |
| 2010     | 14,25 m | Ancona | 13-2-2010 | -           |
| 2008     | 11,53 m | Rieti  | 12-1-2008 | -           |
| 2007     | 10,72 m | Rieti  | 18-2-2007 | -           |

## Palmares
| Anno | Manifestazione        | Sede     | Evento       | Risultato | Misura  | Note  |
| ---- | --------------------- | -------- | ------------ | --------- | ------- | ----- |
| 2011 | Europei juniores      | Tallinn  | Salto triplo | 13º       | 15,08 m | [ 3 ] |
| 2013 | Europei under 23      | Tampere  | Salto triplo | 17º (q)   | 15,50 m | [ 4 ] |
| 2014 | Mediterranei under 23 | Aubagne  | Salto triplo | Argento   | 16,12 m | [ 5 ] |
| 2017 | Europei indoor        | Belgrado | Salto triplo | 11º (q)   | 16,38 m | [ 6 ] |

## Campionati nazionali
- 2 volte campione assoluto nel salto triplo (2016, 2017)
- 1 volta campione assoluto indoor nel salto triplo (2017)
- 1 volta campione universitario nel salto triplo (2014)
- 2 volte campione promesse nel salto triplo (2013, 2014)
- 1 volta campione juniores indoor nel salto triplo (2011)

2009
- Bronzo ai Campionati italiani allievi e allieve, (Grosseto), Salto triplo - 14,69 m[7]

2010
- 5º ai Campionati italiani allievi-juniores-promesse indoor, (Ancona), Salto triplo - 14,25 m [8]
- 12º ai Campionati italiani juniores e promesse, (Pescara), Salto in lungo - 6,53 m[9]

2011
- Oro ai Campionati italiani allievi-juniores-promesse indoor, (Ancona), Salto triplo - 15,23 m [10]
- 9º ai Campionati italiani assoluti indoor, (Ancona), Salto triplo - 14,39 m[11]

2012
- In finale ai Campionati italiani assoluti e promesse indoor, (Ancona), Salto triplo - NCL[12]
- 5º ai Campionati nazionali universitari, (Messina), Salto triplo - 14,90 m[13]

2013
- Oro ai Campionati italiani juniores e promesse, (Rieti), Salto triplo - 15,79 m[14]
- In finale ai Campionati italiani assoluti, (Milano), Salto triplo - ASS[15]

2014
- Argento ai Campionati italiani juniores e promesse indoor, (Ancona), Salto triplo - 15,89 m[16]
- 5º ai Campionati italiani assoluti indoor, (Ancona), Salto triplo - 16,01 m [17]
- Oro ai Campionati nazionali universitari, (Milano), Salto triplo - 16,25 m[18]
- Oro ai Campionati italiani juniores e promesse, (Torino), Salto triplo - 16,21 m[19]
- Argento ai Campionati italiani assoluti, (Rovereto), Salto triplo - 16,52 m [20]

2015
- Bronzo ai Campionati italiani assoluti indoor, (Padova), Salto triplo - 16,00 m[21]
- 6º ai Campionati italiani assoluti, (Torino), Salto triplo - 15,82 m[22]

2016
- 4º ai Campionati italiani assoluti indoor, (Ancona), Salto triplo - 16,23 m [23]
- Oro ai Campionati italiani assoluti, (Rieti), Salto triplo - 16,46 m [24]

2017
- Oro ai Campionati italiani assoluti indoor, (Ancona), Salto triplo - 16,49 m [25]
- Oro ai Campionati italiani assoluti, (Trieste), Salto triplo - 16,40 m[26]